# Дзібиці
Дзібиці (пол. Dzibice) — село в Польщі, у гміні Крочиці Заверцянського повіту Сілезького воєводства.
Населення — 508 осіб (2011).
У 1975-1998 роках село належало до Ченстоховського воєводства.

## Демографія
Демографічна структура станом на 31 березня 2011 року:
|          | Загалом | Допрацездатний вік | Працездатний вік | Постпрацездатний вік |
| -------- | ------- | ------------------ | ---------------- | -------------------- |
| Чоловіки | 261     | 52                 | 180              | 29                   |
| Жінки    | 247     | 64                 | 126              | 57                   |
| Разом    | 508     | 116                | 306              | 86                   |